# トウアカクマノミ
トウアカクマノミ (学名：Amphiprion polymnus)は、スズメダイ科に分類される海水魚の一種。和名の通り口先が赤く、体色は黒と白で鞍状の模様がある。イソギンチャクと共生しており、触手の影響は受けない。厳密な順位制を持っており、繁殖雌が最も大きく、繁殖雄が次に大きく、非繁殖雄は順位が下がるにつれて体も小さくなる。繁殖雌が死亡すると繁殖雄が性転換し、最大の非繁殖雌が繁殖雄になる。

## 形態
全長は最大で13 cmに達する。クマノミ属の種は雌の方が大きいことが多いが、本種は雌雄の大きさがほぼ同じである。体は側扁した楕円形で、丸みを帯びている。体色は暗褐色から黄色がかったオレンジ色で、目の後ろには太く白い横帯が通り、体の中央には鞍型の白い模様があり、その模様が延長して尾柄に白い帯が入る場合もある。尾鰭と臀鰭は白く縁取られる。吻と胸鰭はオレンジ色。共生相手であるイソギンチャクの種類によって体色を変え、水槽内では数時間で変化する。背鰭は10 - 11棘と16 - 18軟条から、臀鰭は2棘と12 - 14軟条から成る。

### 類似種
A. sebae と A. latezonatus に模様は似るが、系統的に A. latezonatus は近縁では無い。A. sebae は尾鰭が黄色いので区別は容易。

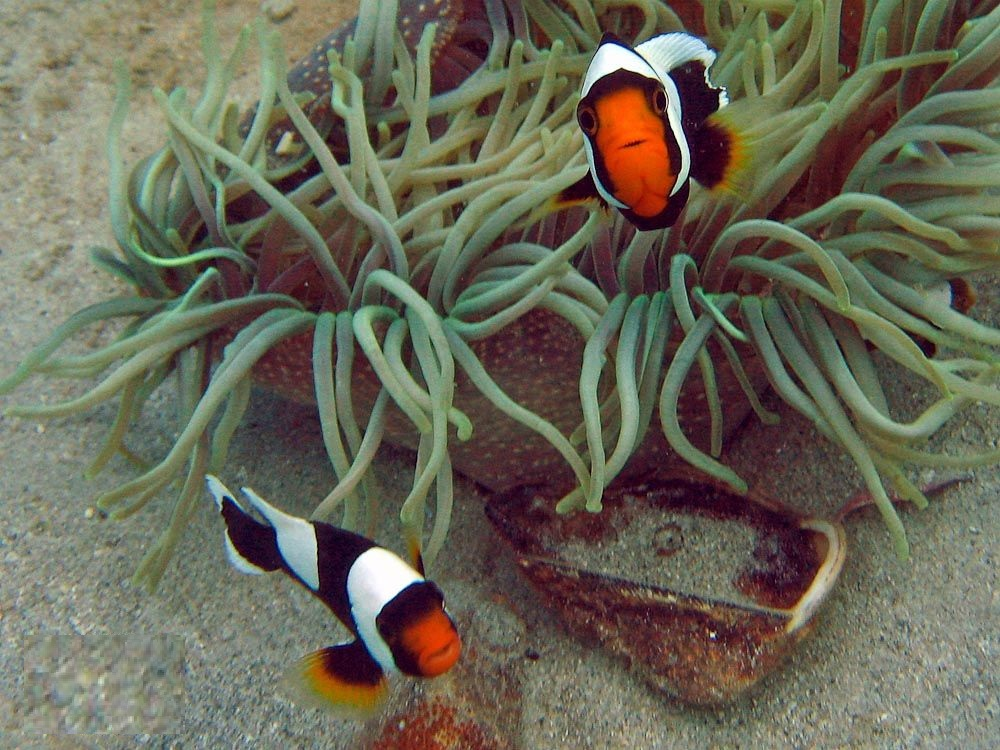
トウアカクマノミの雌雄。大きさはほぼ同じである
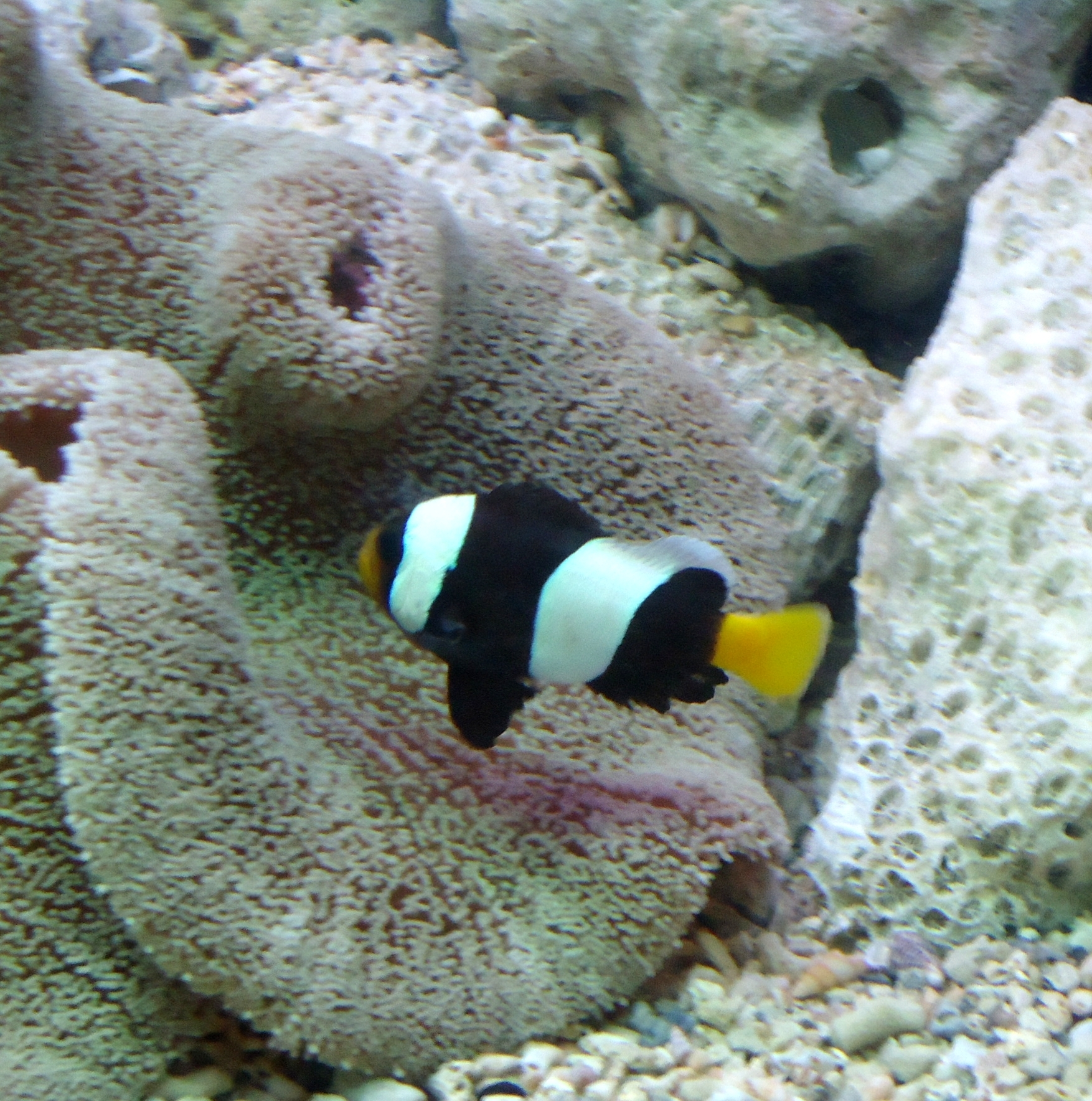
A. sebae は尾鰭が黄色い
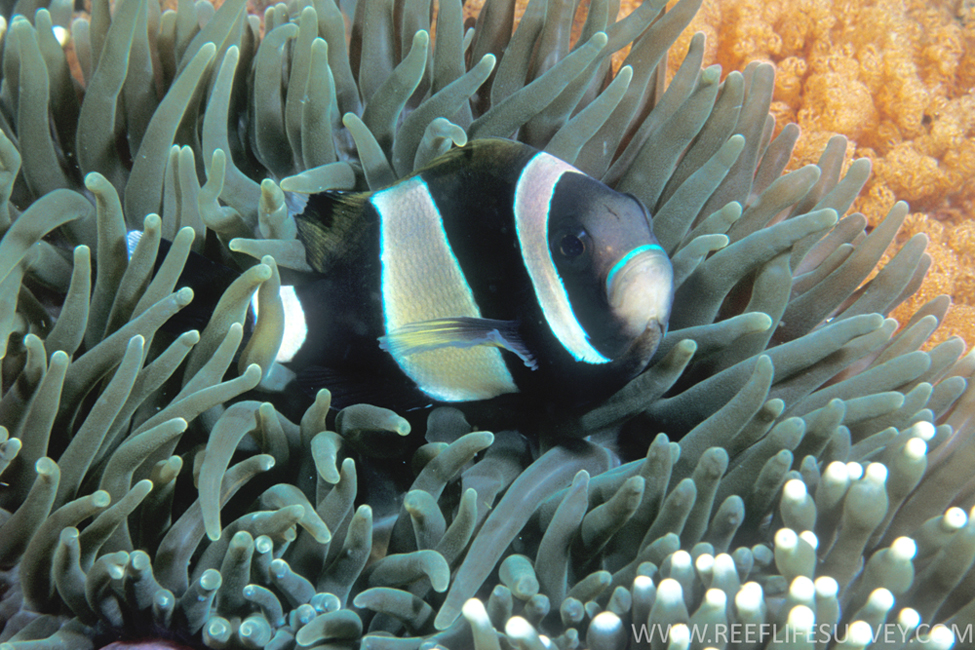
A. latezonatus

## 分布と生態
主にフィリピンからインドネシア、ニューギニアに至るインド太平洋中部に分布する。その他にも、オーストラリア北部、メラネシア、日本で見られる。日本では稀種で、沖縄本島以西の南西諸島の一部で記録がある。水深2 - 30 mのラグーンや湾に生息する。
シライトイソギンチャク、イボハタゴイソギンチャクと共生する。卵は親が運んできた岩などに産み付けられ、親が新鮮な海水を送り込んで維持する。動物プランクトン、小型の甲殻類、藻類を捕食する。昼行性で縄張り意識は強く、イソギンチャクへの依存度が強い。他の種に比べ雄が大型である理由は、素早く泳げるため捕食者から逃れやすくなるからであると考えられている。

## 人との関わり
温暖化、海の酸性化によるイソギンチャクの白化の影響を受けている。また飼育の為に多数捕獲されており、クマノミ属の取引量のうち、75%が野生個体であった。これにより一部地域では生息密度が低下しており、イソギンチャクの白化が促進されることが懸念されている。